# 1578
Відродження •  Реформація •  Доба великих географічних відкриттів •  Ганза •  Річ Посполита •  Нідерландська революція •  Релігійні війни у Франції

## Геополітична ситуація
Османську державу очолює Мурад III (до 1595). Імператором Священної Римської імперії є Рудольф II (до 1612). У Франції королює Генріх III Валуа (до 1589).
Апеннінський півострів, за винятком Папської області та Венеційської республіки належить Священній Римській імперії.
Королем Іспанії та правителем Нижніх земель є Філіп II Розсудливий (до 1598). В Португалії королює Генріх I Кардинал (до 1580). Королевою Англії є Єлизавета I (до 1603). Король Данії та Норвегії — Фредерік II (до 1588). Король Швеції — Юхан III (до 1592). Королем Богемії та Угорщини є імператор Рудольф II (до 1608).
Королями Речі Посполитої, якій належать українські землі, є Стефан Баторій та Анна Ягеллонка.
У Московії править Іван IV Грозний (до 1584). Існують Кримське ханство, Ногайська орда. Єгиптом володіють турки. Шахом Ірану є сефевід Мухаммад Худабенде.
У Китаї править династія Мін. Значними державами Індостану є Імперія Великих Моголів, Біджапурський султанат, Віджаянагара. В Японії триває період Адзуті-Момояма.
Триває підкорення Америки європейцями. На завойованих землях існують віцекоролівство Нова Іспанія та Нова Кастилія. Португальці освоюють Бразилію.

## Події

### Україна
- Зусиллями Костянтина Василя Острозького засновано Острозьку друкарню.
- Видання «Буквар»
- Турки повернули Молдову Петру IV Кульгавому. Іван Підкова втік до польського короля, але на вимогу турецького султана був страчений у Львові.
- Перша писемна згадка про села Тарноруда (нині Підволочиського району Тернопільської області), Козаківка (Болехівська міськрада), Погар (Сколівський район).
- Літин отримав магдебурзьке право.

### Світ
- У вересні польсько-шведські війська завдали поразки московитам під Венденом, чим повернули хід Лівонської війни.
- 1 серпня почалась одна з найбільших арктичних експедицій: англійський мореплавець Мартін Фробішер на 15 кораблях вирушив на вивчення арктичної Канади.
- 4 серпня — відбулася битва при Алкасер-Кібірі, в якій мароккансько-османські війська перемогли сили мароккансько-португальського союзу.
- Новим королем Португалії став Генріх I Кардинал.
- У Римі відкрито християнські катакомби.
- Османська Туреччина окупувала Абхазію, частково Грузію.
- Шахом Ірану став сефевід Мухаммад Худабенде.
- Правитель монголів Алтан-хан прийняв буддизм.
- Іспансько-брунейська війна.

## Народились
Докладніше: Народилися 1578 року
- 1 квітня — Гарвей Вільям, англійський лікар, засновник сучасної фізіології та ембріології
- 9 липня — Фердинанд II, імператор Священної Римської імперії (з 1619), лідер Контрреформації

## Померли
Докладніше: Померли 1578 року
- 19 квітня — Уесуґі Кенсін, японський самурайський полководець періоду Сенґоку.
- 16 червня — Іван Підкова, козацький отаман, молдовський господар